# 다니엘 산토스 (가수)
다니엘 산토스(Daniel Santos, 1916년 ~ 1992년)는 푸에르토리코의 가수이다. 산 후안 시에서 태어난 그는 13세 때 뉴욕으로 건너갔다. 처음에는 여러 가지 일을 하면서 생활을 하다가 1940년 경에 감미로운 목소리를 인정받아 페드로 프로레스의 퀸텟 멤버의 일부가 되어 인기를 얻었다. 그 후 한동안 쿠바의 라 소노라 마탄세라의 전속 가수가 된 후 1942년에 쿠가토 악단의 전속 가수가 되었다. 그러나 얼마 후에는 군에 입대하였으며, 전후에는 멕시코를 중심으로 각지를 순회하면서 노래를 불렀고, 콜롬비아, 베네수엘라 등에서도 가장 인기 높은 가수의 한 사람으로 손꼽혔다. 볼레로가 장기이며, 독특한 억양과 리듬감이 뛰어나 그의 창법에서 참된 카리브해의 뉘앙스를 느낄 수 있다.